# Флаг Приволжского района (Самарская область)
Флаг муниципального района Приво́лжский  Самарской области Российской Федерации — опознавательно-правовой знак, служащий официальным символом муниципального образования.
Ныне действующий флаг утверждён 30 декабря 2010 года решением Собрания представителей муниципального района Приволжский № 20/4 «О внесении изменений в Положение „О флаге муниципального района Приволжский Самарской области“», которым с флага была убрана белая окантовка герба. Также в этот день, решением Собрания представителей муниципального района Приволжский № 21/4 «О символике района», был изменён герб муниципального района Приволжский.

## Описание
«Флаг муниципального района Приволжский представляет собой прямоугольное полотнище из двух равновеликих горизонтальных полос: верхней — белого, нижней — голубого цвета, причём верхняя кромка голубого цвета изображена в виде волн.
В центре флага с обеих сторон изображён герб муниципального района Приволжский размером, равный по высоте половине ширины Флага. Нижняя часть герба, расположенная на голубом фоне.
Соотношение ширины флага к его длине 1:2».
Герб района представляет собой знак прямоугольной формы размером 120×160 мм, поделённый на четыре неравные части.
Центральная часть — полоса шириной 45 мм, расположенная по диагонали указанного прямоугольника. На тёмно-зелёном фоне стилизованное изображение шести колосьев (по три сверху и снизу), центральное место на полосе занимает стилизованное изображение цветка подсолнечника с двадцатью четырьмя лепестками. Колосья и цветок жёлтого цвета.
Левая верхняя часть прямоугольника (треугольник) средней линией делится на две части: верхнюю и нижнюю. В верхней части на голубом фоне изображена коза — символ Самарской области. Нижняя часть окрашена в зелёный цвет.
Правая нижняя часть прямоугольника — на голубом фоне над тремя волнами белого цвета парит белая чайка.

## Символика
Общий смысл герба — район часть Самарской области. Основа деятельности — земледелие. Район связан навсегда с рекой Волгой.
Цветовая гамма флага имеет следующую трактовку:
белый цвет означает мир, чистоту, совершенство;
голубой цвет — вера, стабильность, неразрывная связь муниципального района Приволжский с Волгой.

## Предыдущий флаг
Первый флаг района был утверждён 30 сентября 2010 года решением Собрания представителей муниципального района Приволжский № 385/56 «О флаге муниципального района Приволжский Самарской области». Описание флага гласило:
«Флаг муниципального района Приволжский представляет собой прямоугольное полотнище из двух равновеликих горизонтальных полос: верхней — белого, нижней — голубого цвета, причём верхняя кромка голубого цвета изображена в виде волн.
В центре флага с обеих сторон изображён герб муниципального района Приволжский размером, равный по высоте половине ширины Флага. Нижняя часть герба, расположенная на голубом фоне, имеет белую окантовку, шириной 0,02 метра.
Соотношение ширины флага к его длине 1:2».
Герб района, утверждённый решением Собрания представителей Приволжского района Самарской области от 11 сентября 1998 года № 20/8, представлял собой знак прямоугольной формы размером 120×160 мм, поделённый на 4 неравные части.
Центральная часть — полоса шириной 45 мм, расположенная по диагонали указанного прямоугольника. На голубом фоне — стилизованное изображение 6 колосьев (по три сверху и снизу), центральное место на полосе занимает стилизованное изображение цветка подсолнечника с 24 лепестками. Колосья и цветок жёлтого цвета.
Левая верхняя часть прямоугольника (треугольник) средней линии делится на 2 части: верхнюю и нижнюю. В верхней части на голубом фоне — козёл — символ Самарской области. Нижняя часть окрашена в жёлтый цвет.
Правая часть прямоугольника — на голубом фоне над тремя волнами белого цвета парит белая чайка.